# Anabacerthia
Anabacerthia – rodzaj ptaków z podrodziny liściowców (Philydorinae) w rodzinie garncarzowatych (Furnariidae).

## Zasięg występowania
Rodzaj obejmuje gatunki występujące w obu Amerykach.

## Morfologia
Długość ciała 15–17 cm; masa ciała 18–32 g.

## Systematyka

### Etymologia
Anabacerthia: kontaminacja nazw rodzajów: Anabates Temminck, 1820 oraz Certhia Linnaeus, 1758.

### Podział systematyczny
Do rodzaju należą następujące gatunki:
- Anabacerthia striaticollis Lafresnaye, 1840 – liściowiec okularowy
- Anabacerthia variegaticeps (P.L. SclaterL, 1857) – liściowiec łuskoszyi
- Anabacerthia ruficaudata (d’Orbigny & Lafresnaye, 1839) – liściowiec rudosterny
- Anabacerthia lichtensteini (Cabanis & F. Heine Sr., 1860) – liściowiec ochrowy
- Anabacerthia amaurotis (Temminck, 1823) – liściowiec białobrewy